# Amata ochsenheimeri
Amata ochsenheimeri är en fjärilsart som beskrevs av Turati 1917. Amata ochsenheimeri ingår i släktet Amata och familjen björnspinnare. Inga underarter finns listade i Catalogue of Life.